# 2017-es Formula–1 maláj nagydíj
A maláj nagydíj volt a 2017-es Formula–1 világbajnokság tizenötödik futama, amelyet 2017. szeptember 29. és október 1. között rendeztek meg a malajziai Sepang International Circuiten, Kuala Lumpurban. Ez volt az utolsó maláj nagydíj, miután a pálya üzemeltetői nem kívánták meghosszabbítani a nagydíj szerződését.
Ezen a hétvégén mutatkozott be a francia Pierre Gasly a Toro Rosso színeiben, Danyiil Kvjat helyén.

## Választható keverékek
| Abroncs            | Friss | Használt |
| ------------------ | ----- | -------- |
| Közepes keverék    |       |          |
| Lágy keverék       |       |          |
| Szuperlágy keverék |       |          |
| Átmeneti esőgumi   |       |          |
| Teljes esőgumi     |       |          |

## Szabadedzések

### Első szabadedzés
A maláj nagydíj első szabadedzését szeptember 29-én, pénteken délelőtt tartották. Az erősen esős időjárás miatt az edzés fél órával rövidebb volt a megszokottnál. Az edzésen számos tesztpilóta lehetőséget kapott.
| helyezés | versenyző          | csapat/motor         | elért idő  | különbség | futott kör |
| -------- | ------------------ | -------------------- | ---------- | --------- | ---------- |
| 1        | Max Verstappen     | Red Bull-TAG Heuer   | 1:48,962   | −         | 11         |
| 2        | Daniel Ricciardo   | Red Bull-TAG Heuer   | 1:49,719   | +0,757    | 12         |
| 3        | Fernando Alonso    | McLaren-Honda        | 1:50,597   | +1,635    | 6          |
| 4        | Kimi Räikkönen     | Ferrari              | 1:50,734   | +1,772    | 12         |
| 5        | Sebastian Vettel   | Ferrari              | 1:51,009   | +2,047    | 12         |
| 6        | Lewis Hamilton     | Mercedes             | 1:51,518   | +2,556    | 8          |
| 7        | Valtteri Bottas    | Mercedes             | 1:52,007   | +3,045    | 10         |
| 8        | Lance Stroll       | Williams-Mercedes    | 1:52,295   | +3,333    | 9          |
| 9        | Pierre Gasly       | Toro Rosso-Renault   | 1:52,380   | +3,418    | 14         |
| 10       | Szergej Szirotkin  | Renault              | 1:53,521   | +4,559    | 10         |
| 11       | Jolyon Palmer      | Renault              | 1:53,625   | +4,663    | 10         |
| 12       | Stoffel Vandoorne  | McLaren-Honda        | 1:53,771   | +4,809    | 10         |
| 13       | Esteban Ocon       | Force India-Mercedes | 1:53,896   | +4,934    | 6          |
| 14       | Sean Gelael        | Toro Rosso-Renault   | 1:54,610   | +5,648    | 13         |
| 15       | Sergio Pérez       | Force India-Mercedes | 1:54,669   | +5,707    | 4          |
| 16       | Charles Leclerc    | Sauber-Ferrari       | 1:55,280   | +6,318    | 10         |
| 17       | Pascal Wehrlein    | Sauber-Ferrari       | 1:55,652   | +6,690    | 10         |
| 18       | Romain Grosjean    | Haas-Ferrari         | 1:56,211   | +7,249    | 8          |
| 19       | Antonio Giovinazzi | Haas-Ferrari         | 1:56,339   | +7,377    | 6          |
| 20       | Felipe Massa       | Williams-Mercedes    | idő nélkül | –         | 3          |

### Második szabadedzés
A maláj nagydíj második szabadedzését szeptember 29-én, pénteken délután tartották. Az edzést Grosjean balesete miatt kb. 20 perccel hamarabb be kellett fejezni.
| helyezés | versenyző         | csapat/motor         | elért idő | különbség | futott kör |
| -------- | ----------------- | -------------------- | --------- | --------- | ---------- |
| 1        | Sebastian Vettel  | Ferrari              | 1:31,261  | −         | 23         |
| 2        | Kimi Räikkönen    | Ferrari              | 1:31,865  | +0,604    | 19         |
| 3        | Daniel Ricciardo  | Red Bull-TAG Heuer   | 1:32,099  | +0,838    | 19         |
| 4        | Max Verstappen    | Red Bull-TAG Heuer   | 1:32,109  | +0,848    | 11         |
| 5        | Fernando Alonso   | McLaren-Honda        | 1:32,564  | +1,303    | 14         |
| 6        | Lewis Hamilton    | Mercedes             | 1:32,677  | +1,416    | 15         |
| 7        | Valtteri Bottas   | Mercedes             | 1:32,720  | +1,459    | 21         |
| 8        | Sergio Pérez      | Force India-Mercedes | 1:32,862  | +1,601    | 20         |
| 9        | Nico Hülkenberg   | Renault              | 1:33,060  | +1,799    | 24         |
| 10       | Esteban Ocon      | Force India-Mercedes | 1:33,096  | +1,835    | 24         |
| 11       | Jolyon Palmer     | Renault              | 1:33,381  | +2,120    | 26         |
| 12       | Felipe Massa      | Williams-Mercedes    | 1:33,394  | +2,133    | 20         |
| 13       | Stoffel Vandoorne | McLaren-Honda        | 1:33,673  | +2,412    | 15         |
| 14       | Lance Stroll      | Williams-Mercedes    | 1:33,818  | +2,557    | 16         |
| 15       | Pierre Gasly      | Toro Rosso-Renault   | 1:34,043  | +2,782    | 22         |
| 16       | Carlos Sainz Jr.  | Toro Rosso-Renault   | 1:34,104  | +2,843    | 19         |
| 17       | Romain Grosjean   | Haas-Ferrari         | 1:34,118  | +2,857    | 18         |
| 18       | Kevin Magnussen   | Haas-Ferrari         | 1:34,343  | +3,082    | 17         |
| 19       | Pascal Wehrlein   | Sauber-Ferrari       | 1:35,246  | +3,985    | 29         |
| 20       | Marcus Ericsson   | Sauber-Ferrari       | 1:35,697  | +4,436    | 27         |

### Harmadik szabadedzés
A maláj nagydíj harmadik szabadedzését szeptember 30-án, szombaton délelőtt tartották.
| helyezés | versenyző         | csapat/motor         | elért idő | különbség | futott kör |
| -------- | ----------------- | -------------------- | --------- | --------- | ---------- |
| 1        | Kimi Räikkönen    | Ferrari              | 1:31,880  | −         | 19         |
| 2        | Sebastian Vettel  | Ferrari              | 1:32,042  | +0,162    | 14         |
| 3        | Daniel Ricciardo  | Red Bull-TAG Heuer   | 1:32,091  | +0,211    | 16         |
| 4        | Valtteri Bottas   | Mercedes             | 1:32,329  | +0,449    | 24         |
| 5        | Lewis Hamilton    | Mercedes             | 1:32,539  | +0,659    | 20         |
| 6        | Max Verstappen    | Red Bull-TAG Heuer   | 1:32,579  | +0,699    | 17         |
| 7        | Sergio Pérez      | Force India-Mercedes | 1:33,209  | +1,329    | 20         |
| 8        | Felipe Massa      | Williams-Mercedes    | 1:33,240  | +1,360    | 20         |
| 9        | Esteban Ocon      | Force India-Mercedes | 1:33,290  | +1,410    | 21         |
| 10       | Stoffel Vandoorne | McLaren-Honda        | 1:33,321  | +1,441    | 16         |
| 11       | Fernando Alonso   | McLaren-Honda        | 1:33,530  | +1,650    | 17         |
| 12       | Lance Stroll      | Williams-Mercedes    | 1:33,538  | +1,658    | 21         |
| 13       | Kevin Magnussen   | Haas-Ferrari         | 1:33,787  | +1,907    | 10         |
| 14       | Nico Hülkenberg   | Renault              | 1:33,871  | +1,991    | 14         |
| 15       | Carlos Sainz Jr.  | Toro Rosso-Renault   | 1:33,924  | +2,044    | 22         |
| 16       | Pierre Gasly      | Toro Rosso-Renault   | 1:34,206  | +2,326    | 24         |
| 17       | Jolyon Palmer     | Renault              | 1:34,475  | +2,595    | 12         |
| 18       | Romain Grosjean   | Haas-Ferrari         | 1:34,914  | +3,034    | 19         |
| 19       | Marcus Ericsson   | Sauber-Ferrari       | 1:34,936  | +3,056    | 19         |
| 20       | Pascal Wehrlein   | Sauber-Ferrari       | 1:35,045  | +3,165    | 19         |

## Időmérő edzés
A maláj nagydíj időmérő edzését szeptember 30-án, szombaton futották.
| helyezés              | rajtszám | versenyző         | csapat/motor         | 1. rész    | 2. rész  | 3. rész  | rajthely | futott kör |
| --------------------- | -------- | ----------------- | -------------------- | ---------- | -------- | -------- | -------- | ---------- |
| 1                     | 44       | Lewis Hamilton    | Mercedes             | 1:31,605   | 1:30,977 | 1:30,076 | 1        | 18         |
| 2                     | 7        | Kimi Räikkönen    | Ferrari              | 1:32,259   | 1:30,926 | 1:30,121 | 2        | 14         |
| 3                     | 33       | Max Verstappen    | Red Bull-TAG Heuer   | 1:31,920   | 1:30,931 | 1:30,541 | 3        | 12         |
| 4                     | 3        | Daniel Ricciardo  | Red Bull-TAG Heuer   | 1:32,416   | 1:31,061 | 1:30,595 | 4        | 16         |
| 5                     | 77       | Valtteri Bottas   | Mercedes             | 1:32,254   | 1:30,803 | 1:30,758 | 5        | 17         |
| 6                     | 31       | Esteban Ocon      | Force India-Mercedes | 1:32,527   | 1:31,651 | 1:31,478 | 6        | 17         |
| 7                     | 2        | Stoffel Vandoorne | McLaren-Honda        | 1:32,838   | 1:31,848 | 1:31,582 | 7        | 18         |
| 8                     | 27       | Nico Hülkenberg   | Renault              | 1:32,586   | 1:31,778 | 1:31,607 | 8        | 17         |
| 9                     | 11       | Sergio Pérez      | Force India-Mercedes | 1:32,768   | 1:31,484 | 1:31,658 | 9        | 18         |
| 10                    | 14       | Fernando Alonso   | McLaren-Honda        | 1:33,049   | 1:32,010 | 1:31,704 | 10       | 17         |
| 11                    | 19       | Felipe Massa      | Williams-Mercedes    | 1:32,267   | 1:32,034 |          | 11       | 12         |
| 12                    | 30       | Jolyon Palmer     | Renault              | 1:32,576   | 1:32,100 |          | 12       | 14         |
| 13                    | 18       | Lance Stroll      | Williams-Mercedes    | 1:33,000   | 1:32,307 |          | 13       | 14         |
| 14                    | 55       | Carlos Sainz Jr.  | Toro Rosso-Renault   | 1:32,650   | 1:32,402 |          | 14       | 14         |
| 15                    | 10       | Pierre Gasly      | Toro Rosso-Renault   | 1:32,547   | 1:32,558 |          | 15       | 14         |
| 16                    | 8        | Romain Grosjean   | Haas-Ferrari         | 1:33,308   |          |          | 16       | 8          |
| 17                    | 20       | Kevin Magnussen   | Haas-Ferrari         | 1:33,434   |          |          | 17       | 6          |
| 18                    | 94       | Pascal Wehrlein   | Sauber-Ferrari       | 1:33,483   |          |          | 18       | 9          |
| 19                    | 9        | Marcus Ericsson   | Sauber-Ferrari       | 1:33,970   |          |          | 19       | 9          |
| 107%-os idő: 1:38,017 |          |                   |                      |            |          |          |          |            |
| NK                    | 5        | Sebastian Vettel  | Ferrari              | idő nélkül |          |          | 20[1]    | 2          |

Megjegyzés:
- ↑ 1:  — Sebastian Vettel motorhiba miatt nem tudott mért kört futni, így nem kvalifikálta magát a futamra, de megkapta a rajtengedélyt.[7] Vettel autójába ezen felül az időmérő edzést követően új belsőégésű motort, MGU-H-t és turbófeltöltőt szereltek be, ezért összesen 20 rajthelyes büntetést is kapott.[8]

## Futam
A maláj nagydíj futama október 1-jén, vasárnap rajtolt.
| helyezés | rajtszám | versenyző         | csapat/motor         | futott kör | idő/kiesés oka | rajthely | abroncs | pont |
| -------- | -------- | ----------------- | -------------------- | ---------- | -------------- | -------- | ------- | ---- |
| 1        | 33       | Max Verstappen    | Red Bull-TAG Heuer   | 56         | 1:30:01,290    | 3        |         | 25   |
| 2        | 44       | Lewis Hamilton    | Mercedes             | 56         | +12,770        | 1        |         | 18   |
| 3        | 3        | Daniel Ricciardo  | Red Bull-TAG Heuer   | 56         | +22,519        | 4        |         | 15   |
| 4        | 5        | Sebastian Vettel  | Ferrari              | 56         | +37,362        | 20       |         | 12   |
| 5        | 77       | Valtteri Bottas   | Mercedes             | 56         | +56,021        | 5        |         | 10   |
| 6        | 11       | Sergio Pérez      | Force India-Mercedes | 56         | +1:18,630      | 9        |         | 8    |
| 7        | 2        | Stoffel Vandoorne | McLaren-Honda        | 55         | +1 kör         | 7        |         | 6    |
| 8        | 18       | Lance Stroll      | Williams-Mercedes    | 55         | +1 kör         | 13       |         | 4    |
| 9        | 19       | Felipe Massa      | Williams-Mercedes    | 55         | +1 kör         | 11       |         | 2    |
| 10       | 31       | Esteban Ocon      | Force India-Mercedes | 55         | +1 kör         | 6        |         | 1    |
| 11       | 14       | Fernando Alonso   | McLaren-Honda        | 55         | +1 kör         | 10       |         |      |
| 12       | 20       | Kevin Magnussen   | Haas-Ferrari         | 55         | +1 kör         | 17       |         |      |
| 13       | 8        | Romain Grosjean   | Haas-Ferrari         | 55         | +1 kör         | 16       |         |      |
| 14       | 10       | Pierre Gasly      | Toro Rosso-Renault   | 55         | +1 kör         | 15       |         |      |
| 15       | 30       | Jolyon Palmer     | Renault              | 55         | +1 kör         | 12       |         |      |
| 16       | 27       | Nico Hülkenberg   | Renault              | 55         | +1 kör         | 8        |         |      |
| 17       | 94       | Pascal Wehrlein   | Sauber-Ferrari       | 55         | +1 kör         | 18       |         |      |
| 18       | 9        | Marcus Ericsson   | Sauber-Ferrari       | 54         | +2 kör         | 19       |         |      |
| ki       | 55       | Carlos Sainz Jr.  | Toro Rosso-Renault   | 29         | erőforrás      | 14       |         |      |
| ni       | 7        | Kimi Räikkönen    | Ferrari              | 0          | turbó          | 2[1]     |         |      |

Megjegyzés:
- ↑ 1:  — Kimi Räikkönen az erőforrás meghibásodása miatt nem tudott felállni a rajtrácsra, a 2. rajtkocka üresen maradt.[10]

## A világbajnokság állása a verseny után
| H   | Versenyzők       | Pont | H   | Konstruktőrök        | Pont |
| --- | ---------------- | ---- | --- | -------------------- | ---- |
| 1.  | Lewis Hamilton   | 281  | 1.  | Mercedes             | 503  |
| 2.  | Sebastian Vettel | 247  | 2.  | Ferrari              | 385  |
| 3.  | Valtteri Bottas  | 222  | 3.  | Red Bull-TAG Heuer   | 270  |
| 4.  | Daniel Ricciardo | 177  | 4.  | Force India-Mercedes | 133  |
| 5.  | Kimi Räikkönen   | 138  | 5.  | Williams-Mercedes    | 65   |
| 6.  | Max Verstappen   | 93   | 6.  | Toro Rosso-Renault   | 52   |
| 7.  | Sergio Pérez     | 76   | 7.  | Renault              | 42   |
| 8.  | Esteban Ocon     | 57   | 8.  | Haas-Ferrari         | 37   |
| 9.  | Carlos Sainz Jr. | 48   | 9.  | McLaren-Honda        | 23   |
| 10. | Nico Hülkenberg  | 34   | 10. | Sauber-Ferrari       | 5    |

(A teljes táblázat)

## Statisztikák
- Az utolsó Formula–1 maláj nagydíj.
- Vezető helyen:
  - Lewis Hamilton: 3 kör (1-3)
  - Max Verstappen: 51 kör (4-27 és 30-56)
  - Daniel Ricciardo: 2 kör (28-29)
- Lewis Hamilton 70. pole-pozíciója.
- Max Verstappen 2. futamgyőzelme.
- Sebastian Vettel 31. versenyben futott leggyorsabb köre.
- A Red Bull 54. futamgyőzelme.
- Max Verstappen 9., Lewis Hamilton 114., Daniel Ricciardo 26. dobogós helyezése.
- Pierre Gasly első Formula–1-es versenye.